# Ōtama
Ōtama (大玉村 Ōtama-mura?) es una villa localizada en la prefectura de Fukushima, Japón. En junio de 2019 tenía una población de 8.966 habitantes y una densidad de población de 113 personas por km². Su área total es de 79,44 km².

## Geografía

### Municipios circundantes
- Prefectura de Fukushima
  - Kōriyama
  - Nihonmatsu
  - Motomiya

## Demografía
Según datos del censo japonés, la población de Ōtama ha aumentado en los últimos años.
| Año del censo | Población |
| ------------- | --------- |
| 1995          | 8.339     |
| 2000          | 8.407     |
| 2005          | 8.464     |
| 2010          | 8.574     |
| 2015          | 8.679     |

## Clima
Ōtama tiene un clima subtropical húmedo (en la clasificación climática de Köppen: Cfa) caracterizado por veranos suaves e inviernos fríos con fuertes nevadas. La temperatura media anual es de 10,8 °C. El promedio anual de precipitaciones es de 1288 mm, siendo septiembre el mes más húmedo. Las temperaturas son más altas en promedio en agosto, alrededor de 24 °C y más bajas en enero, alrededor de -1,2 °C.

## Relaciones internacionales
- Machu Pichu, Perú (desde 2015). El acuerdo se debió a que el primer alcalde del pueblo de Machu Picchu, Yokichi Nouchi (1895-1969), era oriundo de Ōtama. Nouchi emigró a Perú a los 21 años y contribuyó al desarrollo económico y turístico del sitio arqueológico peruano.[5]